# Білий Панас Іванович
Білий Панас Іванович (* 1892, с. Суличівка Городнянського повіту Чернігівської губернії — † 1971, м. Чернігів) — радянський медик. Голова ЛТЕК при Чернігівському міському відділі соціального забезпечення, заслужений лікар УРСР (1957)

## Життєпис
Народився в с. Суличівка Городнянського повіту Чернігівської губ.
Закінчив фельдшерську школу в м. Чернігів (1913), медичний інститут в м. Київ (1926).
Працював лікарем обласної психіатричної лікарні в м. Чернігів (1926—1938), головним лікарем військового госпіталю (1941—1955), головою ЛТЕК при Чернігівському міському відділі соціального забезпечення (1957—1968), член ЛТЕК, за сумісництвом викладач медичного училища в м. Чернігів (1968—1970).